# Jaime Romero Villanueva
Pour les articles homonymes, voir Romero.
Romero  Villanueva est un nom espagnol. Le premier nom de famille, en général paternel, est Romero ; le second, en général maternel, souvent omis, est Villanueva.
Jaime Romero Villanueva, né le 16 mars 2002 à Astigarraga, est un coureur cycliste espagnol. Il participe à des compétitions sur route et sur piste.

## Biographie
En 2019, Jaime Romero devient triple champion d'Espagne junior sur piste, dans la course à l'élimination, la vitesse par équipes et la poursuite par équipes. Il représente par ailleurs l'Espagne aux championnats d'Europe et aux championnats du monde sur piste juniors.
En 2021, il évolue dans la réserve de l'équipe Caja Rural-Seguros RGA. Toujours actif sur piste, il termine deuxième du championnat d'Espagne de poursuite, et remporte à cette occasion le titre dans la catégorie espoirs (moins de 23 ans). L'année suivante, il conserve ce titre. Il devient également double champion national de la course à l'élimination (espoir et élite).
En 2023, il intègre le club Laboral Kutxa, réserve de la formation Euskaltel-Euskadi. Son meilleur résultat est une deuxième place au championnat du Guipuscoa du contre-la-montre.

## Palmarès sur piste

### Championnats du monde
- Saint-Quentin-en-Yvelines 2022
  - 15e de la poursuite par équipes

### Championnats d'Europe
- Munich 2022
  - 9e de la poursuite par équipes

### Championnats nationaux
- 2019
  -  Champion d'Espagne de course à l'élimination juniors
  -  Champion d'Espagne de vitesse par équipes juniors
  -  Champion d'Espagne de poursuite par équipes juniors
  - 2e du championnat d'Espagne de poursuite juniors
- 2021
  -  Champion d'Espagne de poursuite espoirs
  - 3e du championnat d'Espagne de poursuite
- 2022
  -  Champion d'Espagne de course à l'élimination
  -  Champion d'Espagne de course à l'élimination espoirs
  -  Champion d'Espagne de poursuite espoirs
  - 2e du championnat d'Espagne de poursuite
- 2024
  -  Champion d'Espagne de course aux points
  - 3e du championnat d'Espagne de l'américaine
  - 3e du championnat d'Espagne du scratch

## Palmarès sur route
- 2023
  - 2e du championnat du Guipuscoa du contre-la-montre (Mémorial Gervais)